# Edward Fiszer

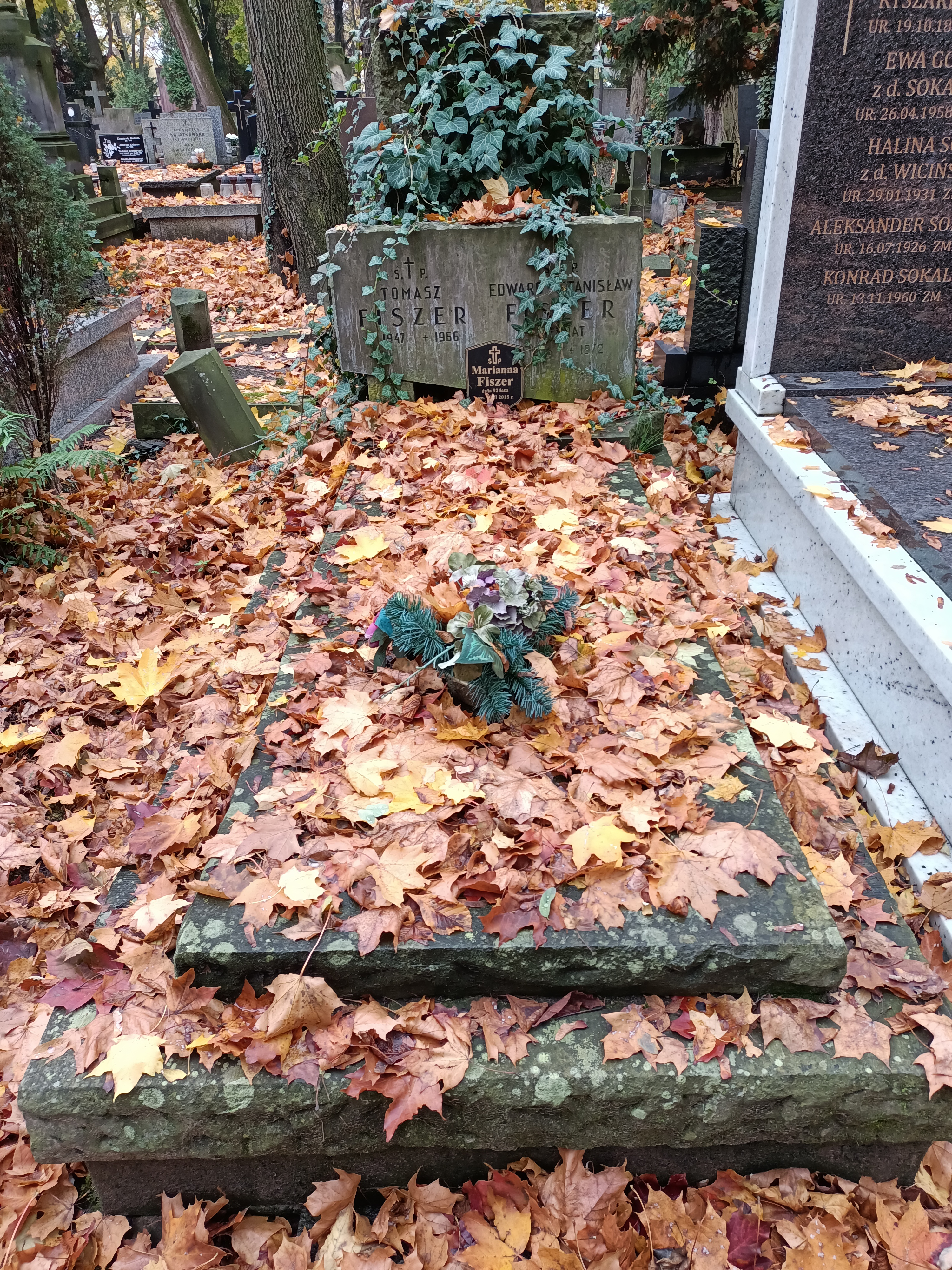
Grób Edwarda Fiszera na cmentarzu Powązkowskim w Warszawie

Edward Fiszer (ur. 10 października 1916 w Słupcy, zm. 13 stycznia 1972 w Poznaniu) – polski poeta, autor tekstów piosenek, librecista.

## Życiorys
Urodził się w rodzinie Stanisława (zm. 1934), mistrza rzeźnickiego, i Stefanii z Hermanów (zm. 1930). Podstawowe wykształcenie uzyskał w Słupcy. W 1935 r. ukończył Gimnazjum Humanistyczne im. Adama Asnyka w Kaliszu i zdał maturę. W tym samym roku miał miejsce jego debiut literacki. Odbył szkolenie wojskowe w Szkole Podchorążych Rezerwy Piechoty w Zambrowie. W 1936 r. rozpoczął studia na Uniwersytecie Poznańskim , najpierw na kierunku prawo i ekonomia, w 1938 r. przeniósł się na filologię polską. W tym czasie współpracował z poznańskimi gazetami, publikując w nich wiersze satyryczne. Studia przerwał wybuch II wojny światowej. 
Został powołany do Wojska Polskiego jako podporucznik rezerwy i zmobilizowany w 70. Pułku Piechoty. Brał udział w kampanii wrześniowej w 78. Pułku Piechoty już w stopniu podporucznika. walczył pod Kutnem, w bitwie nad Bzurą. Tam dostał się do niewoli. W latach 1940–1945 przebywał w obozach jenieckich, m.in. w Oflagu II C Woldenberg, gdzie powstała grupa literacka Zaułek Poetów, a Fiszer był jednym z jej członków. 
Po wojnie był kierownikiem literackim Centralnego Domu Żołnierza w Warszawie. Pisał teksty piosenek i scenariusze programów estradowych dla wojskowych teatrów i zespołów estradowych. W latach 1946–1952 kierował Redakcją Artystyczną Rozgłośni Polskiego Radia w Gdańsku, a od 1952 r. był związany z radiem warszawskim. Współorganizował program III Polskiego Radia, był jego pierwszym redaktorem naczelnym. 
Swoje utwory publikował m.in. w: „Rejsach”, „Tygodniku Wybrzeża”, „Wietrze od morza” „Nowej Kulturze” (1950–1958), „Żołnierzu Polskim” (1953–1956, i od 1969), „Śpiewamy i Tańczymy” (od 1958), „Radiu i Telewizji” (od 1960), „Żołnierzu Polski Ludowej” (od 1960). W „Głosie Wybrzeża” prowadził stały dział recenzji teatralnych. 
Należał do inicjatorów radiowej giełdy piosenki i festiwalu w Opolu. Jest autorem tekstów wielu piosenek. Usłyszeć je można w wykonaniu m.in. takich artystów, jak np.: ABC, Regina Bielska, Bogdan Czyżewski, Maria Dąbrowska, Barbara Dunin, Mieczysław Fogg, Krystyna Konarska, Wojciech Korda, Zbigniew Kurtycz, Kwartet Warszawski, Józef Ledecki, Dana Lerska, Jan Lewandowski, Helena Majdaniec, Tadeusz Miller, Czesław Niemen, Jerzy Połomski, Łucja Prus, Joanna Rawik, Hanna Rek, Danuta Rinn, Rena Rolska, Irena Santor, Andrzej Tomecki, Trubadurzy, Teresa Tutinas, Liliana Urbańska, Violetta Villas, Tadeusz Woźniakowski, Wiktor Zatwarski.
W 1968 r. został awansowany do stopnia podpułkownika rezerwy.
Był mężem Marianny z domu Karczewskiej (zm. 2015), ojcem Tomasza i Edwarda.
Zmarł w jednym z poznańskich szpitali, pochowany 18 stycznia 1972 r. na cmentarzu Powązkowskim w Warszawie (kwatera 281-3-17).

## Twórczość

### Wybrane piosenki
- Andrzejkowa wróżba
- Ballada bieszczadzka
- Brydżowa ballada
- Jutro będzie dobry dzień
- Moda na skakanie
- Natasza i ja
- Nie mam o to żalu
- Odro, rzeko
- Pod Papugami
- Pójdę na Stare Miasto
- Przyjedź mamo na przysięgę
- Srebrne wesele
- Stoję w oknie
- Stokrotka
- Ściany mają uszy
- Twardy orzech

### Libretta
- opera Przygody króla Artura
- widowisko muzyczne Gdzie diabeł nie może, czyli czerwone buciki
- wodewile:
  - Trzy spotkania
  - Krotochwile miłosne (współautor T. Kubiak)
  - Srebrzyste wiadro
  - Oberża "Pod grzybkiem"
  - Stary gramofon
- słuchowiska radiowe

## Ordery i odznaczenia
- Krzyż Kawalerski Orderu Odrodzenia Polski (1964)[3]
- Złoty Krzyż Zasługi (1954)[2]
- Srebrny Krzyż Zasługi (1952)[3]

## Nagrody
- Nagroda Artystyczna miasta Gdańska (1950)
- wyróżnienie na KFPP w Opolu za Brydżową balladę (1963)
- nagroda PRiTV i ZAiKS-u za twórczość radiową (1968)
- nagroda Prezydium Miejskiej Rady Narodowej za piosenkę Przyjedź, mamo, na przysięgę (1968)
- nagroda Ministra Obrony Narodowej (1969)
- wyróżnienie na KFPP w Opolu za Srebrne wesele (1969)

## Upamiętnienie
3 czerwca 2016 r. z okazji 100. rocznicy urodzin Edwarda Fiszera została jemu poświęcona IX Noc Muzeów w Muzeum Regionalnym w Słupcy.
Imię Edwarda Fiszera nosi (od 10 stycznia 2019 r.) i zajmuje się jego twórczością Szkoła Muzyczna Yamaha w Słupcy. 